# Cellule
Cellule is een plaats en voormalige gemeente in het Franse departement Puy-de-Dôme in de regio Auvergne-Rhône-Alpes en telt 973 inwoners (2008). De plaats maakt deel uit van het arrondissement Riom.

## Geschiedenis
Cellule maakte deel uit van het kanton Riom-Est totdat dit op 22 maart 2015 met de rest van de stad Riom werd omgevormd tot het kanton Riom. Op 1 januari 2016 fuseerde de gemeente met La Moutade tot de commune nouvelle Chambaron sur Morge, waarvan La Moutade de hoofdplaats werd, hoewel het minder dan half zoveel inwoners had als Cellule.

## Geografie
De oppervlakte van Cellule bedraagt 8,7 km², de bevolkingsdichtheid is 77,0 inwoners per km².
De onderstaande kaart toont de ligging van Cellule met de belangrijkste infrastructuur en aangrenzende gemeenten.

## Demografie
Onderstaande figuur toont het verloop van het inwonertal.